# Dow Jones Industrial Average

Diagonální graf Dow Jonesova indexu od roku 1896 do března

Dow Jones Industrial Average (DJIA), v Evropě též často označován jako Dow Jonesův index, je jeden z nejznámějších ukazatelů vývoje na americkém akciovém trhu, druhý nejstarší akciový index na světě i finanční instrument, na jehož vývoj lze spekulovat.

## Historie
Index DJIA pojmenovali po sobě jeho zakladatelé Charles Dow a jeho obchodní partner Edward Jones a byl poprvé vypočtený 26. května 1896. Stal se tak druhým nejstarším indexem na světě. První byl index od stejných zakladatelů se jménem Dow Jones Transportation Index, který byl poprvé vypočtený 16. února 1885.
Na počátku Dow Jonesův index obsahoval akcie dvanácti výhradně průmyslových společností zaměřených na oblasti jako železniční průmysl, zpracování bavlny, tabáku, cukrové třtiny, zemního plynu apod. To se ale časem změnilo.
V roce 1916 byl DJIA rozšířen na akcie dvaceti společností a roku 1928 na současných třiceti akcií.
Od založení indexu až do roku 2023 bylo provedeno více než 50 změn v obsazení společností. V indexu se vystřídalo více než 120 společností. Navíc z původních společností v indexu žádná nevydržela.
Nejdéle v něm vydržela společnost General Electric, která se objevila již v původní sestavě, aby následně v indexu vydržela od roku 1907 až do roku 2018. Tehdy byla nahrazena společností Walgreens Boots Alliance (WBA).

## Charakteristika indexu
DJIA se skládá z akcií 30 amerických společností, které patří mezi největší a nejvíce obchodované (blue-chip společnosti). DJIA je cenově vážený index, kde váha jednotlivých společností v indexu je dána cenou jejich akcií.
Výpočet indexu se v průběhu času změnil. Zpočátku bylo v indexu 12 akcií a jeho hodnota se vypočítala jednoduše vydělením počtem kusů, tedy číslem 12. S nástupem splitů akcií a výplat dividend bylo ale zapotřebí tento způsob kalkulace změnit. V současnosti se proto součet hodnoty akcií nedělí jejich počtem, ale koeficientem Dow Divisor.

## Struktura indexu
Akcie do indexu jsou vybírány hlavně na základě kvalitativních hledisek, jako je reputace, trvalý růst a zajímavost pro velký počet investorů. Společnost ale zároveň musí mít i sídlo v USA a dosahovat větších tržeb.
Složení indexu určuje komise složená ze tří zástupců společnosti S&P Dow Jones Indices a dvou zástupců novin The Wall Street Journal. Změny ve složení komise určuje průběžně dle potřeb a oznamuje je 5 dní předem.

### Aktuální struktura
Společnosti obsažené v DJIA k 11. srpnu 2024:
| Jméno společnosti       | Burza  | Symbol | Odvětví                       | Datum zařazení do indexu |
| ----------------------- | ------ | ------ | ----------------------------- | ------------------------ |
| 3M                      | NYSE   | MMM    | konglomerát                   | 9.8.1976                 |
| American Express        | NYSE   | AXP    | úvěrové služby                | 30.8.1982                |
| Amgen                   | NASDAQ | AMGN   | farmaceutický průmysl         | 31.8.2020                |
| Amazon                  | NASDAQ | AMZN   | Maloobchod                    | 26.2.2024                |
| Apple                   | NASDAQ | AAPL   | telekomunikace                | 19.3.2015                |
| Boeing                  | NYSE   | BA     | letectví, zbrojařství         | 12.3.1987                |
| Caterpillar             | NYSE   | CAT    | zemědělské a stavební stroje  | 6.5.1991                 |
| Chevron                 | NYSE   | CVX    | ropa a zemní plyn             | 19.2.2008                |
| Cisco Systems           | NASDAQ | CSCO   | počítačové sítě               | 8.6.2009                 |
| Coca-Cola               | NYSE   | KO     | nápoje                        | 12.3.1987                |
| Goldman Sachs           | NYSE   | GS     | bankovnictví, finanční služby | 20.9.2013                |
| The Home Depot          | NYSE   | HD     | maloobchod                    | 1.11.1999                |
| Honeywell               | NYSE   | HON    | konglomerát                   | 31.8.2020                |
| IBM                     | NYSE   | IBM    | software, hardware, IT        | 29.6.1979                |
| Johnson & Johnson       | NYSE   | JNJ    | farmaceutický průmysl         | 17.3.1997                |
| JPMorgan Chase          | NYSE   | JPM    | bankovnictví                  | 6.5.1991                 |
| McDonald's              | NYSE   | MCD    | rychlé občerstvení            | 30.10.1985               |
| Merck & Company         | NYSE   | MRK    | farmaceutický průmysl         | 29.6.1979                |
| Microsoft               | NASDAQ | MSFT   | software                      | 1.11.1999                |
| Nike                    | NYSE   | NKE    | obuv, oblečení                | 20.9.2013                |
| Nvidia                  | NASDAQ | NVDA   | polovodiče                    | 8.11.2024                |
| Procter & Gamble        | NYSE   | PG     | spotřební zboží               | 26.5.1932                |
| Salesforce              | NYSE   | CRM    | IT                            | 31.8.2020                |
| Sherwin-Williams        | NYSE   | SHW    | chemický průmysl              | 11.8.2024                |
| Travelers               | NYSE   | TRV    | pojišťovnictví                | 8.6.2009                 |
| UnitedHealth Group      | NYSE   | UNH    | zdravotní péče                | 24.9.2012                |
| Verizon Communications  | NYSE   | VZ     | telekomunikace                | 8.4.2004                 |
| Visa                    | NYSE   | V      | finanční služby               | 20.9.2013                |
| Walmart                 | NYSE   | WMT    | obchodní řetězec              | 17.3.1997                |
| The Walt Disney Company | NYSE   | DIS    | zábava                        | 6.5.1991                 |

## Vlastnictví
Od roku 1903 do roku 2007 patřila správa tohoto indexu firmě Dow Jones & Co., která vlastnila také jedny z nejčtenějších amerických novin, The Wall Street Journal. Na přelomu července a srpna 2007 tuto firmu (i index a noviny) koupil mediální magnát Rupert Murdoch.

## Využití Dow Jones indexu
DJIA slouží často jako jeden z ukazatelů vývoje akciových trhů i vývoje americké ekonomiky. Mimo to slouží též jako finanční instrument, na jehož vývoj lze za účelem zisků spekulovat. Index je ale jen „průměr“ akcií, nelze s ním tedy přímo obchodovat nákupem na burze. Lze však zakoupit některé z produktů, které kopírují jeho výkon nebo jsou na něj navázány. Mezi ně patři například ETF, opce, futures kontrakty nebo CFD. Jeho průměrný roční výnos činí 5,4 % ročně (bez započtení inflace).

## Problémy indexu
Slabinou DJIA je jeho úzké zaměření i fakt, že společnosti jsou do něj vybírány z části subjektivně. I přesto však dokáže do určité míry kopírovat vývoj celého amerického akciového trhu.
Problém je také v tom, že na rozdíl od většiny světových indexů, které používají pro určení váhy jednotlivých akcií jejich tržní kapitalizaci, Dow Jones ji určuje z hodnoty akcie. To například problematizuje přijetí opravdu drahých akcií do indexu, neboť by okamžitě indexu dominovaly. Například akcie společnosti Apple mohly být zařazeny do indexu až po svém splitu v roce 2014.